# Truncatellina arcyensis
Truncatellina arcyensis, im Deutschen auch Glatte Zylinderwindelschnecke ist eine Schneckenart aus der Familie der Windelschnecken (Vertiginidae) innerhalb der Unterordnung der Landlungenschnecken (Stylommatophora).

## Merkmale
Das zylindrische Gehäuse ist 2,2 bis 2,4 mm hoch (2,2 bis 2,5 mm: Welter Schultes) und 0,9 mm breit. Es besitzt bis zu sieben schwach gewölbte Windungen, die durch eine flache Naht voneinander abgesetzt werden. Die Mündung ist ohne Zähne und der Mündungsrand ist nur wenig verdickt. Die Außen- und Spindellippe ist nur wenig zurückgebogen. Das Gehäuse ist gelblich-braun. Die Oberfläche ist matt und weist unregelmäßige Anwachsstreifen auf.

## Geographische Verbreitung und Lebensraum
Das Areal der Art ist auf drei Standorte an den Talhängen der Cure bei Arcy-sur-Cure und Saint-Moré sowie im Tal der Yonne bei Mailly-le-Château (zwischen Auxerre und Avallon, Département Yonne, Frankreich) beschränkt. Die Lokalitäten liegen etwa 130 m bis 200 m über Meereshöhe.
Sehr zweifelhaft ist der Fund eines eingeschwemmten leeren Gehäuses im Canal d’Entreroches bei Orny im Kanton Waadt (Schweiz).
Die Tiere leben an den genannten Standorten auf trockenen Wiesen auf steinigen Hängen auf kalkigem Untergrund.

## Taxonomie
Das Taxon wurde 1943 von Walter Klemm erstmals beschrieben. Die Art ist allgemein anerkannt. Es sind keine Synonyme bekannt.

## Gefährdung
Aufgrund der extremen geographischen Beschränkung auf die wenigen Standorte ist die Art stark gefährdet. Sie ist daher in Frankreich besonders geschützt.

## Belege

## Anmerkung
1. ↑  Dieser Name ist ungebräuchlich und fand sich nur in einer einzigen Publikation (Atlas der Mollusken der Schweiz und Liechtensteins).